# Oliver Twist (Bax)
Oliver Twist is een compositie van de Brit Arnold Bax. 
De Britse dirigent Muir Mathieson wees filmregisseur David Lean op de mogelijkheid om Bax in te schakelen voor de filmmuziek van diens Oliver Twist uit 1948. Lean zag dat wel zitten, maar Bax had er problemen mee. Hij vond Oliver Twist nou niet het beste boek van Charles Dickens en zag in dat werk eigenlijk geen mogelijkheid er goede muziek bij te schrijven. Bovendien zat Bax in een compositorische stilte en zag zich tegelijkertijd geconfronteerd met een deadline. Nadat alles toch nog op tijd af was en Muir Mathieson met soliste Harriet Cohen (de liefde van Bax) de muziek had opgenomen, vond Bax dat het resultaat hem alleszins meeviel en dat hij wel vaker ingeschakeld wilde worden. Echter, een aantal jaren na oplevering van Oliver Twist, kwam er niets meer uit de pen van Bax, hij vond geen inspiratie meer.
Van de totale filmmuziek (niet alle geleverde muziek werd ook daadwerkelijk gebruikt) werd door Mathieson later een suite samengesteld, die in 1986 opgenomen werd door Kenneth Alwyn met het Royal Philharmonic Orchestra en solist Eric Parkin, die toen bezig was het pianorepertoire van de componist op te nemen. De tien delen met circa 25 minuten muziek:
- Prelude
- The storm
- The fight
- Oliver’s sleepless night
- Oliver and the artful dodger
- Fagin’s romp
- The chase
- Oliver and Brownlow
- Nancy and Brownlow
- Finale